# Zwakkelmann
Zwakkelmann ist eine deutschsprachige Band aus Hamminkeln.

## Geschichte
Hinter Zwakkelmann verbirgt sich Sänger und Songschreiber Reinhard Schlaffke Wolff (Hamminkeln, NRW), zuvor Sänger bei der Punkrockband Schließmuskel, die von 1983 bis 2001 existierte und im Independent-Bereich einige Erfolge verbuchen konnte. Der erste öffentliche Zwakkelmann-Auftritt fand 2003 statt. Zwakkelmann machen kurze, melodische Lieder mit zumeist einprägsamen Gesangsharmonien, Strophen und Refrains. Ihr Sound bewegt sich in den Genres Punk, Rock, Liedermacher, Indie-Pop, Chanson und Sixties-Beat. Als Einflüsse nennt die Band die Ramones, Die Ärzte, The Clash, The Beatles, The Beach Boys, Nirvana, Trio, Johnny Cash sowie den frühen Udo Jürgens. Zwakkelmanns bekannteste Titel sind bis dato „Tomatenrotes Haar“, „Mein Nachbar hängt schon wieder an der Flasche“, „Ja, vielleicht bin ich asozial“, „Dusselige Kuh“, „Ra – Ra – Ramones“ und „Halleluja Punk“.
2021 erscheint von Reinhard Zwakkelmann Wolff im Hirnkost Verlag das Buch „Shitsingle – Anekdoten eines Vollidioten“. Es erzählt von Schlaffke, dem Einzelgänger und Punk-Musiker, der in der Provinz hängen geblieben ist und zurückschaut.

## Diskografie
Studioalben
- 2004: Spritztour – 21 leckere Lofi Hits
- 2006: Stubenrocker – 19 neue Megahits
- 2008: Vollhorst – Singspiel in 20 Liedern
- 2010: Kulturbeutel 2010 – 16 hübsche HIFI-Hits
- 2012: Briefmarkenalbum – 17 Hits
- 2013: Zwakkelmania – 30 Songs live!
- 2016: Entschuldigung
- 2019: Papa Punk
- 2022: Liebhaberei